# Asterias
Az Asterias a tengericsillagok (Asteroidea) osztályának Forcipulatida rendjébe, ezen belül az Asteriidae családjába tartozó nem.

## Rendszerezés
A nembe az alábbi 8 faj tartozik:
- Asterias amurensis Lutken, 1871
- Asterias argonauta Djakonov, 1950
- Asterias forbesi (Desor, 1848)
- Asterias microdiscus Djakonov, 1950
- Asterias rathbuni (Verrill, 1909)
- Asterias rollestoni Bell, 1881
- közönséges tengericsillag (Asterias rubens) Linnaeus, 1758 - típusfaj
- Asterias versicolor Sladen, 1889

Korábban 348 fajt soroltak ebbe a nembe, azonban a legtöbbjüket áthelyezték más nemekbe, vagy összevonták a fenti nyolc fajjal.